# Elaphebolion
Elaphebolion (altgriechisch Ἐλαφηβολιών) war ein Monat in mehreren antiken griechischen Kalendern.
Im attischen Kalender war Elaphebolion der neunte Monat des Jahres nach dem Anthesterion und vor dem Munichion. Im julianischen Kalender entspricht ihm ungefähr der Monat März. Der Name wird auf ein in diesem Monat verrichtetes Opferfest für Artemis Elaphebolos zurückgeführt, wenngleich ein Fest Elaphebolia nicht für Attika bezeugt ist. Dass ein Fest dieses Namens bestand, ist für die Stadt Hyampolis belegt, zudem wird eines ohne Angabe des Ortes bei Athenaios genannt.
Der Kalender der chalkidischen Stadt Apollonia weist ebenfalls einen Monat Elaphebolion auf, der hier wie im attischen Kalender auf einen Monat Anthesterion folgt. Es wird daher angenommen, dass er ebenso wie der attische Monat ins Frühjahr fiel. In der karischen Stadt Iasos tritt der Elaphebolion an die Stelle, an der in den meisten Kalendern ionischer Städte der Monat Artemision fällt.